# Lliura libanesa
La lliura libanesa, coneguda també com a lira libanesa (àrab: ليرة لبنانية, līra lubnāniyya, o, simplement, ليرة, līra, pl. ليرات, līrāt), és la moneda del Líban. El codi ISO 4217 és LBP i s'utilitzen les abreviacions LL i £L (en àrab ل.ل). Tradicionalment s'ha subdividit en 100 piastres (en àrab قرش, qirx, pl. قروش, qurūx), tot i que actualment, a causa del poc valor de la moneda, la fracció ja no s'utilitza.

## Història
Abans de la Primera Guerra Mundial, al Líban es feia servir la lira otomana. Arran de la caiguda de l'Imperi Otomà, la unitat monetària en ús va passar a ser la lliura egípcia el 1918. En agafar el control de Síria i del Líban, els francesos van substituir la lliura egípcia per una nova moneda per a tots dos països, la lliura síria, amb canvi fix respecte al franc francès. El 1937, el Líban va començar a encunyar la seva pròpia moneda, encara lligada al franc francès i intercanviable amb la moneda síria. El 1941, amb la derrota francesa sota l'Alemanya nazi, la moneda va passar a dependre, en termes canviaris, de la lliura esterlina arran de la invasió del Líban per part de les forces aliades. Amb l'obtenció de la independència el 1943, el Líban va arribar a un acord monetari amb França el 1948 per separar definitivament la lliura libanesa dels seus lligams amb l'inestable franc francès.

## Monedes i bitllets
Emesa pel Banc del Líban (en àrab مصرف لبنان, Maṣraf Lubnān), en circulen monedes de 50, 100, 250 i 500 lliures, i bitllets de 1.000, 5.000, 10.000, 20.000, 50.000 i 100.000 lliures.
Tant les monedes com els bitllets tenen les inscripcions en àrab i en francès, herència del passat colonial, llengua en què la lliura és anomenada livre.

## Taxes de canvi
- 1 EUR = 1.924,65 LBP (4 de juliol del 2006)
- 1 USD = 1.502,00 LBP (4 de juliol del 2006)